# 相馬光之
相馬 光之（そうま みつゆき、1939年 - ）は、日本の化学者・環境学者（分析化学・物理化学）。学位は理学博士（東京大学・1970年）。静岡県立大学名誉教授。
東京大学理学部助手、国立公害研究所計測技術部主任研究官、国立環境研究所化学環境部部長、静岡県立大学大学院生活健康科学研究科教授、静岡県立大学環境科学研究所教授、静岡県立大学環境科学研究所所長（第3代）、静岡県立大学大学院生活健康科学研究科研究科長などを歴任した。

## 概要
分析化学や物理化学を専攻する化学者であり、環境学者としての一面も持つ。堆積物に含まれる光合成色素を指標とすることで湖沼の環境変動について研究した。また、茶園の土壌酸性化における物質動態や界面化学過程の研究で知られている。東京大学で教鞭を執ったのち、国立公害研究所、国立環境研究所で研究に従事し、静岡県立大学にて再び教鞭を執った。

## 来歴

### 生い立ち
1939年（昭和14年）に生まれ、太平洋戦争の戦火の中を生き延びた。小学生の頃は、静岡県賀茂郡にて育つ。当時は伊豆半島にある下田湾の沿岸部で暮らしていた。その後、国が設置・運営する東京大学に進学し、理学部の化学科にて学んだ。1962年（昭和37年）3月、東京大学を卒業する。それに伴い、理学士の称号を取得した。さらに東京大学の大学院に進学し、化学系研究科の化学専門課程にて学んだ。1964年（昭和39年）3月、東京大学の大学院における修士課程を修了した。それに伴い、理学修士の学位を取得した。さらに東京大学の大学院の化学系研究科にて学習を続け、1965年（昭和40年）3月に博士課程を中途退学した。なお、後年になって「有機結晶表面における電子移動反応および関連現象」と題した博士論文を執筆した。その結果、東京大学より1970年（昭和45年）4月13日に理学博士の学位が授与された。

### 化学者として
母校である東京大学に採用されることになり、1965年（昭和40年）4月に理学部の助手として着任した。理学部においては、主として化学科の講義に携わり、化学反応研究室に所属していた。その間、オランダ王国に渡り、1976年（昭和51年）から2年間、ライデン大学に留学していた。
1979年（昭和54年）、環境庁の施設等機関である国立公害研究所に採用された。同年4月より計測技術部の主任研究官として着任した。その後、国立公害研究所は国立環境研究所に改組されたが、以降も引き続き勤務した。1995年（平成7年）4月には化学環境部の部長に就任した。1996年（平成8年）に国立環境研究所を退職した。
静岡県により設置・運営される静岡県立大学に採用され、1996年（平成8年）4月より大学院の生活健康科学研究科にて教授に就任した。生活健康科学研究科においては、主として環境物質科学専攻の講義を担当した。1997年（平成9年）4月に新設された環境科学研究所に異動し、そちらの教授が本務となった。なお、大学院の生活健康科学研究科の教授についても兼務することとなった。引き続き環境物質科学専攻の講義を担当するとともに、水質・土壌環境研究室を主宰した。学内では要職を歴任しており、2000年度（平成12年度）より2年間にわたって環境科学研究所の所長を兼務していた。後任の所長には2002年（平成14年）に五島廉輔が就いた。さらに、2003年度（平成15年度）より2年間にわたって生活健康科学研究科の研究科長を兼務していた。静岡県立大学を退職後、これまでの功績により名誉教授の称号が授与された。

## 研究
専門は化学であり、環境学に関する分野についても研究を行ってきた。水や土壌など環境における物質動態や界面化学過程、化学計測法について研究していた。
ライデン大学においては、励起状態動力学の研究に従事した。具体的には、ポルフィリンの励起三重項状態の核磁気共鳴と蛍光による検出について研究していた。国立公害研究所、および、国立環境研究所においては、底質や土壌の計測についての研究に従事した。具体的には、環境固体成分の表面の特異的な化学組成や化学反応について研究するとともに、堆積物を用いて環境変動を測定する研究に取り組んだ。静岡県立大学においては、堆積物の中に残存している光合成色素を指標として用いることで、湖沼の環境変動を測定する手法を研究していた。また、茶園の土壌の酸性化に伴う特徴的な物質動態や界面化学過程について研究するなど、多くの業績を上げていた。
また、キース・J・レイドラーの著作を訳して日本に紹介するなど、学術書や専門書の翻訳も手掛けた。
学術団体としては、日本化学会、日本分析化学会、触媒学会、日本粘土学会、日本地球化学会、環境科学会、などに所属していた。日本環境化学会においては、2004年（平成16年）7月の環境化学討論会の実行委員会にて大会委員長に就任し、実行委員長の雨谷敬史らと運営にあたった。

## 顕彰
静岡県立大学環境科学研究所は、相馬からの寄附金による基金をもとに相馬賞を創設した。環境科学の教育・研究を奨励する賞として運用されており、大学院生活健康科学研究科環境物質科学専攻の博士前期課程修了が見込まれる者の中から成績優秀な3名以内に対して授与されている。2007年（平成19年）3月23日の卒業パーティーにて第1回授与式が行われた。

## 略歴
- 1939年 - 誕生。
- 1962年 - 東京大学理学部卒業[1]。
- 1964年 - 東京大学大学院化学系研究科修士課程修了[1]。
- 1965年 - 東京大学大学院化学系研究科博士課程中途退学[1]。
- 1965年 - 東京大学理学部助手[1]。
- 1979年 - 国立公害研究所計測技術部主任研究官[1]。
- 1995年 - 国立環境研究所化学環境部部長[1]。
- 1996年 - 国立環境研究所退職[2]。
- 1996年 - 静岡県立大学大学院生活健康科学研究科教授[1]。
- 1997年 - 静岡県立大学環境科学研究所教授[1]。
- 2000年 - 静岡県立大学環境科学研究所所長[1]。
- 2003年 - 静岡県立大学大学院生活健康科学研究科研究科長[1]。
- 2004年 - 日本環境化学会環境化学討論会実行委員会大会委員長[1][10]。

## 著作

### 共著
- Haruhiko Seyama and Mitsuyuki Soma, Application of X-ray photoelectron spectroscopy to the study of silicate minerals, National Institute for Environmental Studies, 1988. 全国書誌番号:89018253

### 編纂
- 田中敦・相馬光之編『摩周湖1980～1992調査概要と資料』国立環境研究所、1994年。全国書誌番号:94028614

### 翻訳
- レイドラー著、近藤保・相馬光之・桜井雄三共訳『化学反応速度論――基礎と応用』広川書店、1972年。全国書誌番号:69006804

### 寄稿、分担執筆、等
- 田丸謙二編『岩波講座現代化学』16巻、岩波書店、1980年。全国書誌番号:80015756
- 梅澤喜夫・澤田嗣郎・中村洋監修『最新の分離・精製・検出法――原理から応用まで』エヌ・ティー・エス、1997年。ISBN 490083016X
- 井上源喜・柏谷健二・箕浦幸治編著『地球環境変動の科学――バイカル湖ドリリングプロジェクト』古今書院、1998年。ISBN 4772250239
- 佐竹研一編『酸性雨研究と環境試料分析――環境試料の採取・前処理・分析の実際』愛智出版、2000年。ISBN 4872562011

### 註釈
1. ↑  東京大学は、2004年に国から国立大学法人東京大学に移管された。
2. ↑  理学士の称号は、1991年7月1日以降の学士（理学）の学位に相当する。
3. ↑  東京大学大学院化学系研究科は、数物系研究科、生物系研究科と統合・再編され、1965年に理学系研究科、工学系研究科、農学系研究科が設置された。
4. ↑  理学修士の学位は、1991年7月1日以降の修士（理学）の学位に相当する。
5. ↑  理学博士の学位は、1991年7月1日以降の博士（理学）の学位に相当する。
6. ↑  環境庁は、2001年に環境省に改組された。
7. ↑  国立公害研究所は、1990年に国立環境研究所に改組された。
8. ↑  国立環境研究所は、2001年に独立行政法人国立環境研究所に改組された。
9. ↑  静岡県立大学は、2007年に静岡県から静岡県公立大学法人に移管された。
10. ↑  静岡県立大学大学院生活健康科学研究科は、薬学研究科と統合・再編され、2012年に薬学研究院、食品栄養環境科学研究院、薬食生命科学総合学府が設置された。
11. ↑  静岡県立大学大学院生活健康科学研究科環境物質科学専攻は、2012年に薬食生命科学総合学府環境科学専攻に改組された。
12. ↑  静岡県立大学環境科学研究所は発展的に改組され、2014年に食品栄養科学部環境生命科学科、大学院食品栄養環境科学研究院附属食品環境研究センターが設置された。

## 関連人物
- 雨谷敬史
- 梅澤喜夫
- 佐竹研一
- 谷幸則
- 田丸謙二